# HMS Kingston (F64)
HMS Kingston (F64) là một tàu khu trục lớp K được Hải quân Hoàng gia Anh Quốc chế tạo vào cuối những năm 1930. Kingston đã phục vụ trong suốt Chiến tranh Thế giới thứ hai cho đến khi bị phá hủy do trúng một quả bom đang khi ở trong ụ tàu tại Malta vào ngày 11 tháng 4 năm 1942, và xem như một tổn thất toàn bộ.

## Thiết kế và chế tạo
Kingston được đặt hàng vào ngày 6 tháng 10 năm 1937 cho hãng J. Samuel White and Company ở Cowes trên Isle of Wight, và được đặt lườn vào ngày 26 tháng 8 năm 1937. Nó được hạ thủy tại East Cowes vào ngày 9 tháng 1 năm 1939 và nhập biên chế cùng Hải quân Hoàng gia vào ngày 14 tháng 9 năm 1939.

## Lịch sử hoạt động
Kingston gia nhập Chi hạm đội Khu trục 5 trực thuộc Hạm đội Nhà cho nhiệm vụ tuần tra chống tàu ngầm và hộ tống vận tải tại Bắc Hải. Cùng với các tàu khu trục HMS Kashmir và HMS Icarus, nó đã tấn công và đánh chìm tàu ngầm U-boat Đức U-35 tại Bắc Hải ngoài khơi Shetland vào ngày 29 tháng 11 năm 1939. Toàn bộ thủy thủ đoàn của chiếc tàu ngầm đều được cứu vớt.
Đến tháng 5 năm 1940, Kingston được điều động sang Hồng Hải. Nhằm mục đích cải thiện việc nhận dạng bằng mắt thường, số hiệu lườn của nó được đổi thành G64. Vào ngày 2 tháng 5, nó phát hiện hai chiếc tàu khu trục Ý lớp Leone Pantera và Tigre vốn bị mắc cạn về phía Nam Jeddah và bị người Ý đánh đắm. Chúng sau đó bị phá hủy bởi hải pháo và không kích. Sang tháng 6, nó tham gia vào việc đánh chìm chiếc tàu ngầm Ý Torricelli ngoài khơi đảo Perim, và sau đó tấn công chiếc tàu ngầm Ý Perla. Đến ngày 17 tháng 3 năm 1941, nó hỗ trợ cho việc đổ bộ lên Berbera.
Vào tháng 4 năm 1941, Kingston được điều động đến Alexandria, Ai Cập để gia nhập Hạm đội Địa Trung Hải, tham gia vào việc triệt thoái binh lính Đồng Minh từ Hy Lạp đến đảo Crete. Vào ngày 20 tháng 5, nó được bố trí trong thành phần Lực lượng C cho Trận Crete. Trong đêm 21 tháng 5 năm 1941, Lực lượng C đánh chặn một đoàn tàu 20 chiếc caique chở binh lính được hộ tống bởi chiếc tàu phóng lôi Ý Lupo đang hướng đến Crete. Mười chiếc caique bị đánh chìm và kế hoạch đổ bộ của đối phương bị ngăn chặn, nhưng Lupo thành công trong việc bảo vệ phần còn lại của đoàn tàu rút lui.
Vào ngày 22 tháng 5 năm 1941, Lực lượng C được gửi đến biển Aegean ngang qua eo biển Kasos để ngăn chặn một đoàn tàu khác gồm 30 chiếc caique, được hộ tống bởi chiếc tàu phóng lôi Ý Sagittario. Một chiếc caique tách ra bị đánh chìm, và cho dù không có đợt tấn công trực tiếp nào vào đoàn tàu, phía Đức buộc phải hủy bỏ dự định tiến chiếm Crete. Kingston bị hư hại nhẹ do hỏa lực bắn trả của Sagittario, vốn đồng thời cũng phóng ngư lôi trong lúc bảo vệ cho việc rút lui của những chiếc caique. Lực lượng C chịu đựng tổn thất đáng kể do không kích, vốn tiếp tục sau khi chúng sáp nhập cùng Lực lượng A1 tại eo biển Kithera. Kingston và Kandahar được gửi đi cứu vớt những người sống sót sau khi tàu khu trục HMS Greyhound bị đánh chìm. Sau đó các tàu tuần dương HMS Gloucester và Fiji cũng bị đánh chìm bởi không kích, và sang ngày hôm sau, Kingston và Kandahar quay trở lại cứu vớt được 523 người sống sót.
Kingston quay trở lại Alexandria vào ngày 24 tháng 5 năm 1941, được sửa chữa và cải biến, bao gồm việc thay thế dàn ống phóng ngư lôi phía sau bằng một khẩu đội 4 inch phòng không, do nhận thức được hiệu quả khốc liệt của các cuộc không kích mà Lực lượng C phải chịu đựng. Nó tham gia các đoàn tàu vận tải tăng cường phòng thủ cho Tobruk, và thường xuyên nằm trong thành phần hộ tống cho HMS Breconshire trong các chuyến đi đến Malta. Nó cũng tham gia các cuộc tấn công vào các đoàn tàu vận tải của phe Trục cũng như vào lực lượng phe Vichy Pháp tại Syria. Vào ngày 17 tháng 12 năm 1941, nó tham gia một trận đụng độ ngắn với hạm đội Ý, được biết như là Trận Sirte thứ nhất.
Vào ngày 22 tháng 3 năm 1942, Kingston tham gia Trận Sirte thứ hai. Đang khi các tàu khu trục chuyển hướng để phóng ngư lôi vào đội hình Hạm đội Ý, nó trúng một quả đạn pháo 15 inch từ thiết giáp hạm Ý Littorio, vốn đã xuyên qua con tàu và phát nổ bên ngoài tàu. Mặc dù vậy, nó vẫn phóng ba quả ngư lôi. Mười lăm thành viên thủy thủ đoàn của nó đã thiệt mạng trong vụ này, vốn đã khiến con tàu tạm thời chết đứng giữa biển, xuồng săn cá voi vỡ tung, hư hại các khẩu pháo phòng không, tháp đèn pha tìm kiếm và dàn ống phóng ngư lôi. Tuy nhiên, theo một số tác giả như James Sadkovich và Vincent O'Hara, nó trúng phải đạn pháo từ chiếc tàu tuần dương hạng nặng Ý Gorizia. Với một động cơ bị cháy và một nồi hơi bị ngập nước, nó xoay xở lấy lại tốc độ và quay về Malta vào ngày hôm sau.
Đang khi ở trong bến tàu tại Malta để sửa chữa những hư hại, Kingston gặp thêm tai họa vào ngày 4 tháng 4 năm 1942, khi một quả bom rơi thẳng vào lối ra vào đường hầm Corradino. Mười bốn thành viên thủy thủ đoàn đã thiệt mạng, trong đó có Hạm trưởng, Trung tá Hải quân Philip Somerville, lúc ông đang chỉ huy thủy thủ đoàn ẩn nấp tại đường hầm Corradino; khoảng 35 công nhân xưởng tàu cũng bị thương trong vụ này.
Kingston bị máy bay Đức tấn công vào ngày 5 tháng 4, bị hư hại thêm do những quả bom ném suýt trúng. Đến ngày 8 tháng 4, nó trúng một quả bom phía trước tàu, vốn xuyên qua sàn tàu đến tận sàn tàu nhưng không phát nổ. Giờ đây con tàu phải đi vào ụ tàu để sửa chữa bên dưới mực nước. Vào ngày 9 tháng 4, nó được đưa vào ụ số 4 nhưng vẫn tiếp tục nổi. Đến ngày 11 tháng 4, nó vẫn nổi trong ụ tàu; có thể những tấm thép lườn tàu bị uốn cong ra do quả bom đi xuyên qua đáy tàu đã khiến con tàu không thể cân bằng trong ụ, và chúng được các thợ lặn cắt bỏ.
Lúc khoảng 17 giờ 30 phút ngày 11 tháng 4 năm 1942, nó lại trúng bom bên mạn trái giữa tàu, tại khu vực vách ngăn giữa phòng động cơ và phòng hộp số. Con tàu bị lật sang mạn trái và đắm trong ụ tàu. Con tàu được công bố là một tổn thất toàn bộ. Vào ngày 21 tháng 1 năm 1943, ụ số 4 được bơm nước ra; phần hư hại giữa tàu được tháo dỡ, tách con tàu ra làm hai phần. Các vách ngăn giả được lắp vào hai phần để giúp cho chúng có thể nổi được, trong lúc các phần cấu trúc thượng tầng được cắt rời. Hai phần nổi được của Kingston được kéo ra khỏi ụ vào ngày 5 tháng 4, và đến tháng 6 được cho đánh đắm như những tàu ụ cản tại khu vực giữa Selmun và đảo Selmunett (đảo St Paul) ở về phía Bắc Malta, nhằm chuẩn bị một nơi neo đậu an toàn trước cuộc Đổ bộ lên Sicily. Sau chiến tranh, vào đầu những năm 1950, hai phần của Kingston được tháo dỡ tại nơi đánh đắm.